# G Hya
G Hya. es una gigante roja un poco mas luminosa de lo común de la constelación de Hydrae, se encuentra a 164 años luz(50.2 parsecs). Es una gigante roja de tipo espectral K2+IIIb un poco mas brillante demás con magnitud aparente 4.70.
G Hya se encuentra en la constelación de Hydrae en AR 9h 28m 28.68 y DEC -22° 27' 25.1" con magnitud absoluta de 1.19 con un paralaje de 19.89 mas.

## Propiedades Físicas
G Hya es una gigante roja un poco mas luminosa de lo común por su luminosidad de 1672 luminosidades solares y su una temperatura de 4700K. También por su radio de 61.3 radios solares y masa de 8.33 masas solares.
Su índice de color es de 1.154, una estrella naranja-rojiza.

## Posible Binaria
Hay unos estudios que teorizan que la estrella es un sistema estelar y esto significaría que la gran magnitud de G Hya. no seria tan grande sino una fusión con otra estrella mas pequeña que G Hya.